# Улянівка (Запорізький район)
Уля́нівка — село в Україні, у Запорізькому районі Запорізької області. Входить до складу Петро-Михайлівської сільської громади.
Площа села — 82,8 га. Кількість дворів — 106, кількість населення на 01.01.2007 р. — 227 чол.

## Географія
Село Улянівка знаходиться на лівому березі річки Дніпро, вище за течією на відстані 1 км розташоване село Тарасівка, нижче за течією на відстані 1,5 км розташоване село Грушівка.
Село розташоване за 42 км від міста Вільнянськ, за 52 км від обласного центра.
Найближча залізнична станція — Вільнянськ — знаходиться за 42 км від села.

## Історія
Село утворилось як хутір в другій половині 1920-х років.
В 1932-1933 селяни пережили сталінський геноцид.
З 24 серпня 1991 року село входить до складу незалежної України.
До 2017 орган місцевого самоврядування — Петро-Михайлівська сільська рада.

## Сьогодення
День села відзначається 23 вересня, в цей день 1943 року Улянівку було захоплено Червоною Армією.
В центрі села знаходиться братська могила вояків Червоної армії.
На території села працюють малі приватні підприємства.

## Пам'ятки
Неподалік — природний заказник: «Балка Улянівка».